# Liste der Kulturdenkmale in Travenbrück
In der Liste der Kulturdenkmale in Travenbrück sind alle Kulturdenkmale der schleswig-holsteinischen Gemeinde Travenbrück (Kreis Stormarn) und ihrer Ortsteile aufgelistet (Stand: 30. Juni 2025).

## Legende
In den Spalten befinden sich folgende Informationen:
- Objekt-ID: die Nummer des Kulturdenkmales
- Lage: die Adresse des Kulturdenkmales und die geographischen Koordinaten. Kartenansicht, um Koordinaten zu setzen. In der Kartenansicht sind Kulturdenkmale ohne Koordinaten mit einem roten Marker dargestellt und können in der Karte gesetzt werden. Kulturdenkmale ohne Bild sind mit einem blauen Marker gekennzeichnet, Kulturdenkmale mit Bild mit einem grünen Marker.
- Offizielle Bezeichnung: Bezeichnung des Kulturdenkmales
- Beschreibung: die Beschreibung des Kulturdenkmales
- Bild: ein Bild des Kulturdenkmales

## Bauliche Anlagen
| Objekt-ID      | Lage                                             | Offizielle Bezeichnung                               | Beschreibung | Bild                             |
| -------------- | ------------------------------------------------ | ---------------------------------------------------- | --- | -------------------------------- |
| 1279 Wikidata  | Gutsweg 5 (53° 50′ 17″ N, 10° 18′ 17″ O)         | Herrenhaus                                           | Alteintragung (Aktualisierung vorgesehen) - Begründung: Alteintragung (Aktualisierung vorgesehen) - Schutzumfang: Alteintragung (Aktualisierung vorgesehen) - Denkmaltyp: Bauliche Anlage | weitere Fotos \| Fotos hochladen |
| 9867 Wikidata  | Neverstaven (53° 49′ 45″ N, 10° 15′ 18″ O)       | Gut Neverstaven: Umfassungsmauer mit Eingangsbereich | Alteintragung (Aktualisierung vorgesehen) - Begründung: Alteintragung (Aktualisierung vorgesehen) - Schutzumfang: Alteintragung (Aktualisierung vorgesehen) - Denkmaltyp: Bauliche Anlage | weitere Fotos \| Fotos hochladen |
| 9865 Wikidata  | Neverstaven 1 (53° 49′ 41″ N, 10° 15′ 19″ O)     | Gut Neverstaven: Gutshaus                            | Alteintragung (Aktualisierung vorgesehen) - Begründung: Alteintragung (Aktualisierung vorgesehen) - Schutzumfang: Alteintragung (Aktualisierung vorgesehen) - Denkmaltyp: Bauliche Anlage | BW                               |
| 28456 Wikidata | Neverstaven 1 (53° 49′ 39″ N, 10° 15′ 20″ O)     | Gut Neverstaven: Pavillon                            | Alteintragung (Aktualisierung vorgesehen) - Begründung: Alteintragung (Aktualisierung vorgesehen) - Schutzumfang: Alteintragung (Aktualisierung vorgesehen) - Denkmaltyp: Bauliche Anlage | BW                               |
| 28458 Wikidata | Neverstaven 1 (53° 49′ 43″ N, 10° 15′ 19″ O)     | Gut Neverstaven: Ceresstatue                         | Alteintragung (Aktualisierung vorgesehen) - Begründung: Alteintragung (Aktualisierung vorgesehen) - Schutzumfang: Alteintragung (Aktualisierung vorgesehen) - Denkmaltyp: Bauliche Anlage | BW                               |
| 9866 Wikidata  | Neverstaven 2 (53° 49′ 45″ N, 10° 15′ 23″ O)     | Gut Neverstaven: Verwalterhaus                       | Alteintragung (Aktualisierung vorgesehen) - Begründung: Alteintragung (Aktualisierung vorgesehen) - Schutzumfang: Alteintragung (Aktualisierung vorgesehen) - Denkmaltyp: Bauliche Anlage | weitere Fotos \| Fotos hochladen |
| 9702 Wikidata  | Neverstaven 2 (53° 49′ 45″ N, 10° 15′ 20″ O)     | Gut Neverstaven: Gestütshaus                         | Alteintragung (Aktualisierung vorgesehen) - Begründung: Alteintragung (Aktualisierung vorgesehen) - Schutzumfang: Alteintragung (Aktualisierung vorgesehen) - Denkmaltyp: Bauliche Anlage | weitere Fotos \| Fotos hochladen |
| 1275 Wikidata  | Schloßstraße 28 (53° 49′ 20″ N, 10° 19′ 35″ O)   | Kavalierhaus                                         | Alteintragung (Aktualisierung vorgesehen) - Begründung: geschichtlich, städtebaulich - Schutzumfang: Alteintragung (Aktualisierung vorgesehen) - Denkmaltyp: Bauliche Anlage | BW                               |
| 1273 Wikidata  | Schloßstraße 30 (53° 49′ 21″ N, 10° 19′ 36″ O)   | Herrenhaus (Kloster Nütschau)                        | Das Priorat St. Ansgar (auch Kloster Nütschau genannt) ist ein selbständiges Benediktiner-Priorat und gehört der Beuroner Kongregation an. Auf Bitten von Erzbischof Wilhelm Berning von Osnabrück wurde Kloster Nütschau 1951 von der Abtei Gerleve gegründet. Zum Kloster gehören ein Bildungshaus und ein Jugendhaus. Mittelpunkt des Klosters ist das alte Herrenhaus. Alteintragung (Aktualisierung vorgesehen) - Begründung: Alteintragung (Aktualisierung vorgesehen) - Schutzumfang: Alteintragung (Aktualisierung vorgesehen) - Denkmaltyp: Bauliche Anlage | weitere Fotos \| Fotos hochladen |
| 5261 Wikidata  | Schloßstraße 34 (53° 49′ 25″ N, 10° 19′ 41″ O)   | Sog. Schloßkate                                      | Alteintragung (Aktualisierung vorgesehen) - Begründung: geschichtlich - Schutzumfang: Alteintragung (Aktualisierung vorgesehen) - Denkmaltyp: Bauliche Anlage | BW                               |
| 5263 Wikidata  | Schloßstraße 40 (53° 49′ 32″ N, 10° 19′ 58″ O)   | Sog. Försterkate                                     | Alteintragung (Aktualisierung vorgesehen) - Begründung: Alteintragung (Aktualisierung vorgesehen) - Schutzumfang: Alteintragung (Aktualisierung vorgesehen) - Denkmaltyp: Bauliche Anlage | BW                               |
| 5262 Wikidata  | Schloßstraße 42a–c (53° 49′ 32″ N, 10° 20′ 0″ O) | Kate                                                 | Alteintragung (Aktualisierung vorgesehen) - Begründung: Alteintragung (Aktualisierung vorgesehen) - Schutzumfang: Alteintragung (Aktualisierung vorgesehen) - Denkmaltyp: Bauliche Anlage | BW                               |
| 5260 Wikidata  | Schloßstraße 43 (53° 49′ 36″ N, 10° 20′ 7″ O)    | Ehemalige Wassermühle                                | Alteintragung (Aktualisierung vorgesehen) - Begründung: Alteintragung (Aktualisierung vorgesehen) - Schutzumfang: Alteintragung (Aktualisierung vorgesehen) - Denkmaltyp: Bauliche Anlage | BW                               |
| 8444 Wikidata  | Schloßstraße 44 (53° 49′ 36″ N, 10° 20′ 8″ O)    | Ehemaliger Pferdestall                               | Alteintragung (Aktualisierung vorgesehen) - Begründung: Alteintragung (Aktualisierung vorgesehen) - Schutzumfang: Alteintragung (Aktualisierung vorgesehen) - Denkmaltyp: Bauliche Anlage | BW                               |
| 6438 Wikidata  | Schloßstraße 44 (53° 49′ 35″ N, 10° 20′ 7″ O)    | Backhaus                                             | Alteintragung (Aktualisierung vorgesehen) - Begründung: Alteintragung (Aktualisierung vorgesehen) - Schutzumfang: Alteintragung (Aktualisierung vorgesehen) - Denkmaltyp: Bauliche Anlage | BW                               |
| 1274 Wikidata  | Schloßstraße (53° 49′ 23″ N, 10° 19′ 26″ O)      | Feldsteinmauer                                       | Alteintragung (Aktualisierung vorgesehen) - Begründung: geschichtlich, städtebaulich - Schutzumfang: Alteintragung (Aktualisierung vorgesehen) - Denkmaltyp: Bauliche Anlage | BW                               |
| 6258 Wikidata  | Zur Trave 16 (53° 51′ 37″ N, 10° 19′ 31″ O)      | Fachhallenkate                                       | Alteintragung (Aktualisierung vorgesehen) - Begründung: Alteintragung (Aktualisierung vorgesehen) - Schutzumfang: Alteintragung (Aktualisierung vorgesehen) - Denkmaltyp: Bauliche Anlage | BW                               |

## Gründenkmale
| Objekt-ID      | Lage                                         | Offizielle Bezeichnung  | Beschreibung | Bild                             |
| -------------- | -------------------------------------------- | ----------------------- | --- | -------------------------------- |
| 9868 Wikidata  | Neverstaven 1 (53° 49′ 40″ N, 10° 15′ 22″ O) | Gut Neverstaven: Garten | Alteintragung (Aktualisierung vorgesehen) - Begründung: geschichtlich, künstlerisch - Schutzumfang: gesamtes Objekt - Denkmaltyp: Gründenkmal             | weitere Fotos \| Fotos hochladen |
| 12624 Wikidata | Schloßstraße (53° 49′ 24″ N, 10° 19′ 28″ O)  | Straßenallee (Linden)   | Alteintragung (Aktualisierung vorgesehen) - Begründung: geschichtlich, Kulturlandschaft prägend - Schutzumfang: gesamtes Objekt - Denkmaltyp: Gründenkmal | BW                               |